# ThyssenKrupp Bilstein
ThyssenKrupp Bilstein GmbH – niemieckie przedsiębiorstwo produkujące amortyzatory samochodowe z siedzibą w Ennepetal.
Założył ją w roku 1873 August Bilstein w miejscowości Altenvoerde w niemieckim regionie Westfalia.
Początkowo zajmowała się produkcją metalowych ram do okien – sprzedawanych pod marką AUBI, skrótem od August Bilstein.
Ze światem motoryzacji firmę na stałe związał Hans Bilstein, syn Augusta. W 1927 roku Hans nawiązał współpracę z berlińską firmą Levator-Hebezeug-Fabrik produkującą podnośniki samochodowe. W 1928 roku (na rok przed otwarciem pierwszej niemieckiej autostrady na trasie Kolonia – Bonn) Bilstein dostarczył pierwsze chromowane zderzaki do masowo produkowanych samochodów. Już rok później firma rozszerzyła produkcję o lewarki samochodowe, prezentując pierwsze na świecie urządzenia, którymi można było podnieść samochód tak jak robi się to do dzisiaj – od bocznej strony podwozia.
Produkcją amortyzatorów przedsiębiorstwo zajęło się w 1957 roku.